# Комплекс доходных домов Яушевых
Комплекс доходных домов Яушевых (Гостиный двор) — памятник архитектуры в г. Троицке Челябинской области.

## История
Комплекс возведён с 1866 по 1870 г. или в 80-е гг. XIX в. троицкими купцами Яушевыми, Пупышевым, Осиповым, Бакировым, Зарубиным и другими.
Второй этаж одного из зданий, принадлежавшего Яушевым, арендовала городская Дума Троицка. На первом этаже в 1912 г. Яушевы открыли синематограф «Прогресс».
В годы Первой Мировой войны в здании по Николаевскому переулку, дом № 7 (современное здание филиала ЧелГУ) располагался приют для беженцев («Татьянинский приют»).
После Гражданской войны в зданиях Гостиных рядов располагался Окружной потребсоюз. С 1942 г. по 1995 г. в Гостиных рядах располагался Троицкий техникум механизации и электрификации сельского хозяйства.
В 1970—1980-х годах на первом этаже двух зданий комплекса располагался магазин «Детский мир».
27 мая 1976 года решением Троицкого горисполкома объекты поставлены на государственную охрану как памятник архитектуры.
С 1995 по 1998 г. здания пустовали, а с 1999 г., после реставрации в них разместился филиал Челябинского государственного университета.